# Egypte onder Britse overheersing
| Prehistorisch Egypte pre–3100 v. Chr. |
| Oude Egypte Proto-dynastieke periode 3200-3032 v.Chr. Vroeg-dynastieke periode 3032–2686 v. Chr. Oude Rijk 2686–2181 v. Chr. Eerste tussenperiode 2181–2055 v. Chr. Middenrijk 2055–1650 v. Chr. Tweede tussenperiode 1650–1550 v. Chr. Nieuwe Rijk 1550–1069 v. Chr. Derde tussenperiode 1069–664 v. Chr. Late periode 664–332 v. Chr. |
| Grieks Egypte 332–30 v. Chr. Alexandrijnse Oorlog 48 v. Chr. |
| Romeins Egypte 30 v. Chr.–640 CE |
| Vroeg-islamitisch Egypte 640-1517 Kruisvaardersinvasie van Egypte 1154-1169 |
| Ottomaans Egypte 1517–1867 Franse bezetting 1798–1801 Semi-autonome provincie 1801-1882 Kedivaat Egypte 1867–1914 |
| Modern Egypte Britse overheersing 1882–1953 Sultanaat Egypte 1914–1922 Egyptische Revolutie van 1919 Koninkrijk Egypte 1922–1953 Egyptische Revolutie van 1952 |
| Republiek 1953–nu Vrije Officieren en Nasser 1952-1970 Verenigde Arabische Republiek 1958–1961 Verenigde Arabische Staten 1958–1961 Egypte onder Sadat 1970-1981 Egypte onder Moebarak 1981-2011 Egyptische Revolutie van 2011 Protesten en staatsgreep in 2013                                                                         |
| Portaal Geschiedenis Portaal Egypte |

De periode van Egypte onder Britse overheersing is in de geschiedenis van Egypte de periode van 1882 tot 1952, na de periode van Ottomaans Egypte (1517-1882).

## Urabi
In 1881 leidde kolonel Ahmed Urabi het verzet van Egyptische militaire officieren tegen het bezuinigingsbeleid van de Egyptische regering – bezuinigingen die werden geëist door de Britse en Franse adviseurs die sinds 1877 de Egyptische staatsfinanciën controleerden.
Urabi wist concessies af te dwingen van zijn Egyptische regering en zijn staatshoofd kedive Tawfiq, zijn macht in Egypte te vergroten, en minister van Oorlog te worden. Dit deed begin 1882 de Britten, Fransen en andere Europeanen vrezen voor terugbetaling van Egyptische staatsschulden, de waarde van Europese investeringen en voor de veiligheid van het Suezkanaal. De Britten en Fransen dreigden daarom militair te interveniëren. Urabi beschuldigde de kedive van collaboratie met de dreigende Europese invasie. In juni 1882 kwam het in Alexandrië tot gewelddadige rellen tussen Europeanen en Egyptenaren. De machtsstrijd tussen Urabi en de inmiddels voor de Egyptische kust gearriveerde Britse marinevloot escaleerde.

## Bezetting door de Britten

Egyptische vlag 1882-1922

De Britten bombardeerden de Egyptische fortificaties aan de kust van Alexandrië en landden in Egypte.
Urabi verklaarde de Britten daarop de oorlog. Het veel sterkere Britse leger zegevierde in december 1882 echter eenvoudig over de Egyptische strijdkrachten, in de slag bij Tal al-Kabir.
Daarmee begon een lange Britse bezetting. De Britten namen in feite het landsbestuur over. Lord Cromer (Sir Evelyn Baring) regeerde Egypte als eerste Britse consul-generaal van 1883 tot 1907 met ijzeren hand. Kedive Tawfiq was nu een marionet in Britse handen. In 1892 volgde zijn zoon Abbas Hilmi II hem op.
Soedan, dat sinds 1874 geheel onder Egyptisch gezag had gestaan, werd tussen 1881 en 1888 geheel veroverd door de zelfverklaarde Mahdi, Mohammed Ahmad ibn Abd Allah (zie Mahdi-opstand).
Na de dood van Abdallahi ibn Muhammad in 1899 werd Soedan ingelijfd bij het Britse Rijk.

## Nationalistische oppositie
Rond 1892 ontwikkelde zich een Egyptische nationalistische beweging die streefde naar democratisch bestuur door en voor alle Egyptenaren. Dit nationalisme oriënteerde zich vooral op het antieke Egypte uit de tijd van de farao's, waar moslims en kopten in gelijke mate trots aan ontleenden. De kritiek van de nationalisten luidde, dat het Britse beleid in de eerste plaats de Britse belangen diende en pas in de tweede plaats de Egyptische. De Britten maakten bijvoorbeeld Egyptische textielindustrie onmogelijk: Egypte mocht katoen leveren aan Engeland, en de hiermee vervaardigde kleding weer inkopen bij Engelse firma's, maar hoge exportaccijnzen op Egyptische eindproducten smoorden een eigen katoenindustrie. Wel lieten Westerse toeristen en renteniers met hun bestedingen enige rijkdom tot Egypte doorsijpelen. Omdat oppositie tegen het Britse beleid vooral in diverse dagbladen werd gevoerd, begonnen de Britten in 1909 kranten die opruiende artikelen publiceren te onderdrukken.
De Egyptische antikoloniale beweging had deels ook islamitische trekken. De tendens van sommige kopten om gewillig met de Britten mee te werken droeg het gevaar in zich van spanningen tussen Egyptische christenen en moslims. Premier Boutros Ghali, kopt, ging akkoord met onbeperkte verlenging van de concessie aan de Suezkanaal-maatschappij, en werd in reactie daarop vermoord door een fanatieke opponent van het Britse bestuur. De Egyptische pers, politieke en andere publieke bijeenkomsten werden verder aan banden gelegd. Kitchener, vanaf 1911 de nieuwe consul-generaal, legde nationalistische leiders beperkingen, gevangenisstraf, of verbanning op. Wel lieten de Britten in 1913 verkiezingen houden voor een Wetgevende Vergadering, die daarna inderdaad in januari 1914 in werking trad.

## Eerste Wereldoorlog
Zodra de Eerste Wereldoorlog uitbrak riep het Verenigd Koninkrijk een protectoraat over Egypte uit, het Sultanaat Egypte. De band tussen Egypte en Turkije werd verbroken. Ook werden belangrijke nationalisten onder huisarrest geplaatst en werd kedive Abbas, die sympathie voor de nationalisten had getoond, vervangen door diens oom sultan Hoessein Kamel. De Egyptische Wetgevende Vergadering werd buiten werking gesteld en het openbare bestuur werd deels overgenomen door matig opgeleide Britten. Egypte werd vervolgens gebruikt als uitvalsbasis voor Britse, Australische en Nieuw-Zeelandse troepen en 100.000 Egyptenaren werden verplicht tot dienstverlening aan deze legers.
Hoewel de aanwezigheid van die troepen, en de toegenomen vraag naar Egyptische agrarische producten, enige welvaart brachten, nam de goodwill, die de Britten nog hadden, sterk af. De nationalistische leider Sjeik Jawish, uitgeweken naar Istanboel, hielp de Ottomaanse sultan met het opstellen van een proclamatie van jihad tegen de Geallieerden. In 1917 stierf de Egyptische sultan Hoessein, hij werd opgevolgd door zijn broer Foead.

## Revolutie (1919-1922)

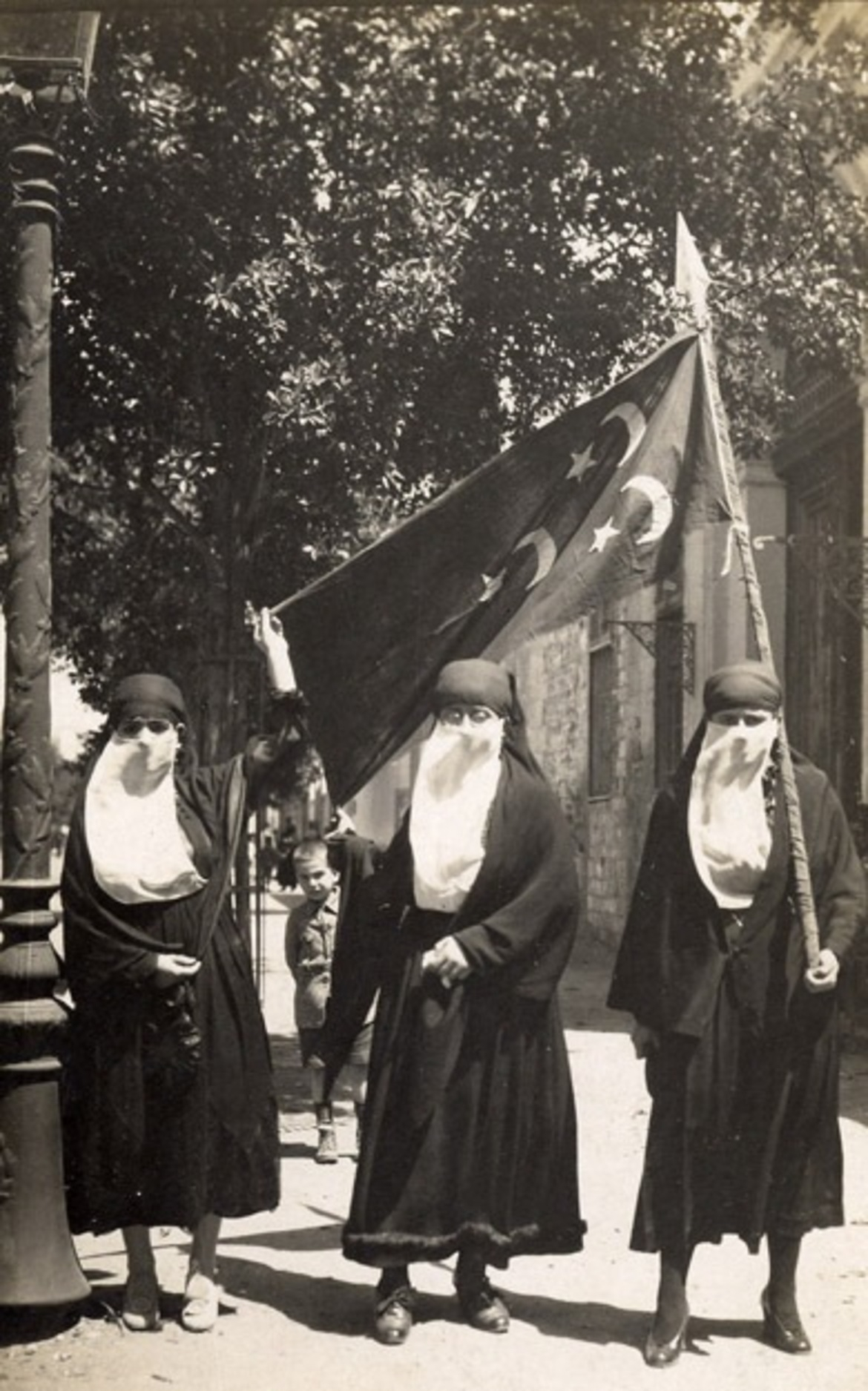
Vrouwelijke nationalisten demonstreren in Caïro, maart 1919

Gedurende 1918, toen de Eerste Wereldoorlog ten einde leek te lopen, overlegden Egyptenaren over het sturen van een delegatie (Arabisch woord wafd) naar de te verwachten Vredesconferentie. Op 13 november 1918 vroeg een delegatie onder leiding van Saad Zaghloel aan de Britten onafhankelijkheid voor Egypte, deelname aan de komende Vredesconferentie, en aan het vooroverleg hierover in Londen. Hiermee was de latere Wafd-partij geboren. Londen weigerde echter Zaghloel te ontvangen, waarop uit protest de Egyptische premier Rushdi zijn ontslag indiende. Wegens de aanhoudende pressie van de nationalistische beweging verbanden de Britten in maart 1919 Saad Zaghloel en drie andere Wafd-leden naar Malta. Uit woedende verontwaardiging braken in heel Egypte demonstraties en geweld uit. Vrouwelijke nationalisten onder leiding van Huda Sha'arawi richtten een eigen afdeling van de Wafd op. Sha'arawi schrijft in haar memoires: Op 9 maart 1919 stroomden vrouwen uit alle klassen, gehuld in sluiers, uit hun harems de straat op om te demonstreren. De demonstraties en het geweld luwden pas toen Zaghloel een maand later werd vrijgelaten. Inmiddels waren in de chaos duizend à drieduizend Egyptenaren en ongeveer veertig Britten omgekomen. Een Britse onderzoekscommissie onder leiding van lord Alfred Milner toog naar Egypte om te onderzoeken hoe het Verenigd Koninkrijk het protectoraat zou kunnen voortzetten. Milner raakte echter onder de indruk van de Egyptische saamhorigheid en adviseerde het protectoraat te beëindigen. De Britse regering wees dit in eerste instantie af. Wegens de niet aflatende Egyptische protesten zagen de Britten in februari 1922 echter geen andere oplossing meer dan eenzijdig te verklaren dat het protectoraat beëindigd was, en dat Egypte een onafhankelijke staat was geworden.

## 'Koninkrijk' onder Britse controle

### Politieke structuur
In feite werd Egypte op 28 februari 1922 echter niét onafhankelijk, maar won het slechts gedeeltelijke autonomie, in de vorm van een 'koninkrijk' dat formeel tot 1953 zou standhouden. Tot 1942 zou de Egyptische politiek vooral bepaald worden door de machtsdriehoek van de Britten, de koning, en de Wafd-partij. Egyptische geleerden schreven een grondwet. Deze gaf aan koning – voorheen sultan – Foead de bevoegdheid om de premier aan te wijzen, en om functionarissen in het leger en de ambtenarij, en oelema te benoemen; en de bevoegdheid om wetgeving te vetoën, en het parlement te ontbinden. Ook had de koning macht door zijn enorme grondbezit.
De Wafd-partij had enorme steun onder de bevolking en kon eerlijke verkiezingen altijd winnen. In de eerste parlementsverkiezingen behaalde de partij 179 van de 211 zetels in het Huis van Afgevaardigden. De Wafd bleef geloven in de weg van onderhandelingen om de Britse troepen het land uit te krijgen. De Britten hadden in februari 1922 vier terreinen genoemd die onder Brits gezag zouden blijven, waaronder bescherming van buitenlandse belangen en minderheden in Egypte, en veiligheid van door Egypte lopende verbindingsroutes die voor het Britse Rijk belangrijk waren. Met name wilden de Britten het Suezkanaal onder hun controle houden.
Naast deze machtsdriehoek konden kleinere partijen soms enige invloed doen gelden. De Nationale Partij was van mening dat met de Britten pas onderhandeld kon worden nadat die hun troepen hadden teruggetrokken. De Liberale Constitutionalisten daarentegen hadden zich in 1919 juist van de Wafd afgescheiden omdat ze die te onverzoenlijk en te demagogisch vonden. Vanaf 1925 speelde ook de Communistische Partij een rol. In 1936 bereikte de Egyptische regering eindelijk een verdrag met de Britten die gedurende vredestijd nog twintig jaar maximaal 10.000 troepen in Egypte mochten houden. Die troepen moesten wel meteen snel weg uit Caïro en Alexandrië en zich concentreren bij het Suezkanaal. In 1936 werd koning Foead opgevolgd door zijn zestienjarige zoon Faroek.

### Maatschappij en economie
Op concreter niveau werd Egypte tussen 1922 en 1940 grotendeels gerund door buitenlanders: die beheersten vaak het bedrijfsleven; hoge legerofficieren waren Brits of van Turkse of Circassische afkomst; hoge overheidsfuncties waren voor Britten, andere Europeanen, Syriërs of Armeniërs. De economische structuur was zwak. Door verbeterde irrigatie en spoor- en scheepvaarttransport waren veel boeren overgestapt van zelfvoorzieningsgewassen op marktgewassen, vooral katoen. Toen tussen 1926 en 1931 de wereldmarktprijs van katoen met 65% instortte werden kleine boeren hard geraakt. Sommigen trokken naar de steden voor werk, maar de industrie stelde tot 1940 nog weinig voor. De armoede in vooral de landelijke gebieden was enorm. Tegelijkertijd moesten de Egyptenaren aanzien dat de buitenlanders onverminderd profiteerden van de Capitulations, de vrijstelling van Egyptische wetten en belastingen (zie Ottomaans Egypte; Verarming islamitische Egyptenaren). Desalniettemin had de Revolutie van 1919 wel nieuw elan in Egypte gebracht, dat het land tot leider van de populaire Arabische cultuur maakte. Filmstudio’s maakten Caïro tot het Hollywood van de Arabische wereld; dagbladen, tijdschriften en boekuitgevers bloeiden; de zangeres Umm Kulthum begon in de jaren 1920 haar carrière die een halve eeuw zou duren en haar tot misschien de bekendste en geliefdste zangeres van de gehele Arabische wereld maakte.

### Politieke islam en pan-Arabisme
Ontgoocheling in de mogelijkheden en onmogelijkheden van Europese parlementaire democratie en andere Europese ideeën en instituties droeg bij aan herleving van de interesse in de islam, en tot het ontstaan in 1928 van de Moslimbroederschap. Deze wees partijen, parlementen en grondwetten af, en riep op de islamitische oemma en sharia en het gezag van de oelema te herstellen. De Broederschap wist in alle lagen van de bevolking wel enige sympathie of steun te verwerven.
Het sinds 1917 in buurland Palestina groeiende conflict tussen enerzijds de Arabisch-sprekende islamieten en christenen en anderzijds de Britten en zionisten die er een "nationaal thuis" of staat "voor het Joodse volk" wilden stichten leidde in 1936 tot Egyptische steun aan de daar uitgebroken burgeroorlog van de Arabieren tegen de Britten en zionisten, en deden gevoelens van pan-Arabische solidariteit of Arabisch nationalisme ontwaken.

### Tweede Wereldoorlog

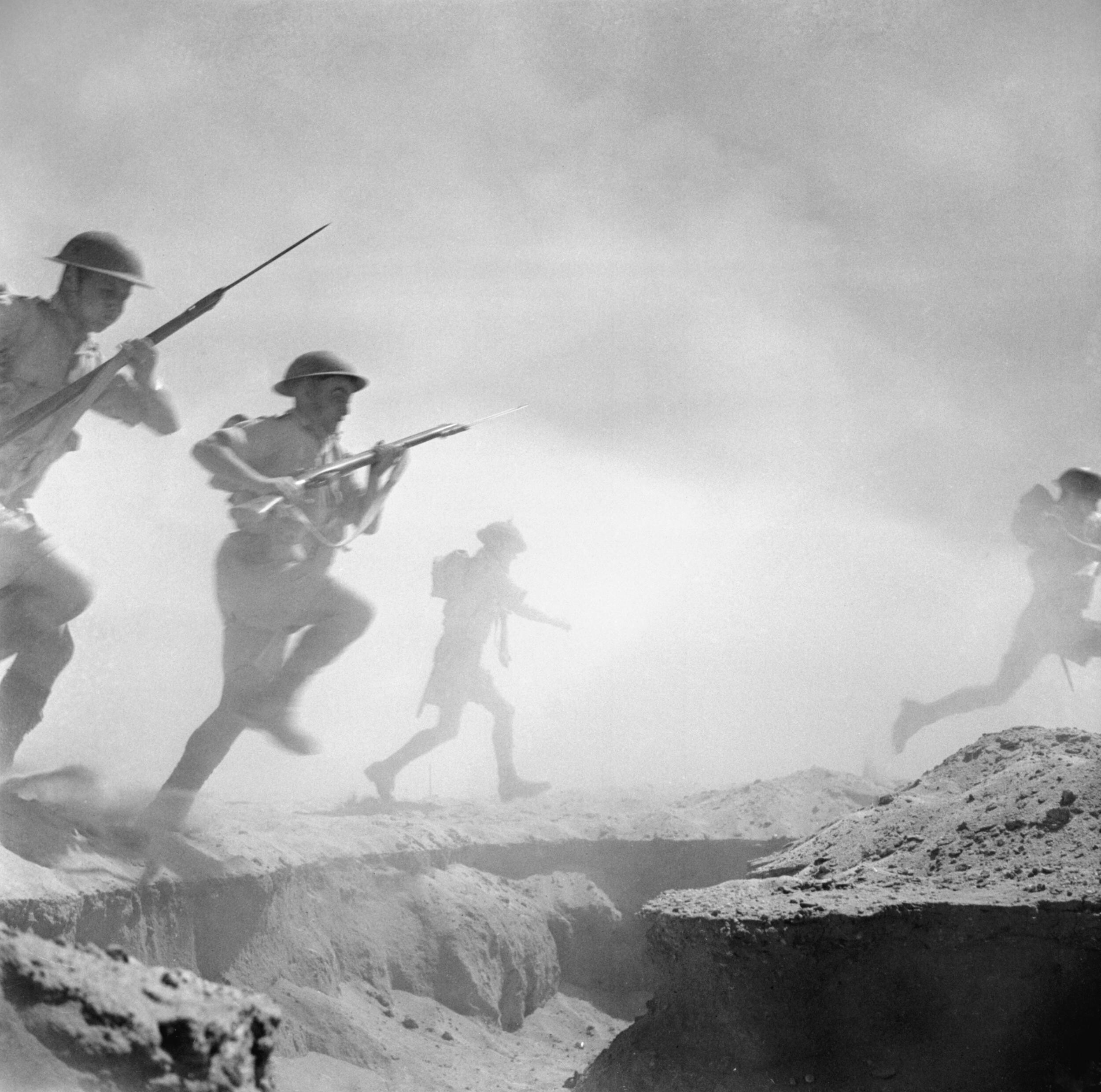
Britse soldaten tijdens de Tweede Slag bij El Alamein in 1942

Het Anglo-Egyptische verdrag uit 1936 (Zie paragraaf Politieke structuur (1922-’42)) gaf de Britten het recht om tijdens de Tweede Wereldoorlog onbeperkt troepen in Egypte te legeren.
Toen de oorlog uitbrak nam het aantal Britse troepen snel toe, alles bij elkaar uiteindelijk tot 250.000. Egypte moest die troepen faciliteiten en voorzieningen leveren, en de onvrede over het verdrag uit 1936 groeide. Een klasse van Egyptische ondernemers wist profijt te trekken uit militaire contracten en het organiseren van recreatie en amusement voor de soldaten in de vorm van nachtclubs, bars en prostitutiehuizen. Dit schokte de vaak diepreligieuze bevolking. De Moslimbroeders toonden aan dat islamitische principes werden geschonden door de Britse aanwezigheid en verhoogden hun activiteit.

## Uiteenvallen machtsstructuren (1942-1952)

### Faroek voor schut

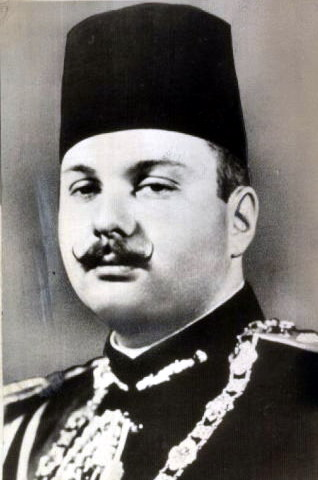
Koning Faroek in 1948

De Tweede Wereldoorlog bracht de werkelijke machtsverhoudingen in Egypte onverbloemd aan het licht, en gaf daarmee de aanzet tot de instorting van de Egyptische machtsmaskerade. Nadat het Duitse Afrikakorps onder generaal Rommel Libië had veroverd, trokken de Duitsers Egypte binnen. In februari 1942 stonden ze bij El Alamein, op 100 kilometer van Alexandrië. In 1940 hadden de Britten koning Faroek de opdracht gegeven om de fel-nationalistische premier Ali Mahir te vervangen. In 1942, met generaal Rommel al in de Egyptische voortuin, wilde Faroek echter toch de door de Britten gehate Mahir opnieuw aanstellen. De Britten omsingelden daarom op 4 februari 1942 het koninklijk Abdien-paleis in Caïro met tanks, en eisten een Egyptisch regeringskabinet dat het verdrag van 1936 in ere zou houden. Faroek gaf toe en stelde een 100%-Wafd-regering aan. Koning Faroek was daarmee ten overstaan van zijn volk in zijn hemd gezet als machteloze marionet. Wafd, ooit vaandeldrager van het nationalisme, werd symbool voor collaboratie met de Britten. De machtsdriehoek die sinds 1922 had gefunctioneerd was moreel failliet. De Wereldoorlog ging intussen door. In november 1942 wisten de Britten in de slag bij El Alamein de Duitsers uit Egypte te verdrijven. In februari 1945 werd de Egyptische premier Ahmed Maher Pasha vermoord door een politieke tegenstander.

### Verbittering, wanhoop, geweld
Na de Tweede Wereldoorlog bleken de Egyptenaren, vooral de jongeren, verbitterd over en gedesillusioneerd in de zogenaamde parlementaire democratie, die minder dan ooit kon verhullen dat Egypte feitelijk onderhorig was aan het Verenigd Koninkrijk. De massa van het gewone volk had te kampen met analfabetisme, endemische ziekten, dalende inkomens, en hopeloosheid. Landeigenaren onderdrukten boeren; stedelingen waren werkloos of verdienden slecht; buitenlanders in de betere functies blokkeerden doorstroming van goed opgeleide Egyptenaren.
Sinds 1945 heerste een sfeer van opstandigheid en rellen, onder andere door de aanhang van de militante ultranationalistische Islamitisch-Socialistische Partij, en terroristische acties en politieke moorden voor rekening van de Moslimbroederschap. In november 1945 vond een moordaanslag op Wafd-leider Nahhas plaats; in januari 1946 de moord op een voorstander van samenwerking met de Britten; op 9 februari ontspoorde een studentendemonstratie, met diverse doden als gevolg; en op 21 februari bestormden studenten en arbeiders de Britse kazernes waarbij 23 Egyptenaren werden doodgeschoten.

### Oorlog met Israël, verbod op Moslimbroederschap
In mei 1948 beëindigde het Verenigd Koninkrijk zijn mandaat over Palestina en werd de staat Israël uitgeroepen. De Egyptische premier en de minister van Defensie vertelden koning Faroek dat Egypte nu niet in staat was om ten oorlog te trekken. De volgende ochtend lazen beide ministers in de krant dat Egypte toch Israël de oorlog had verklaard. De Arabisch-Israëlische Oorlog van 1948 verliep overwegend desastreus voor Egypte. Wel veroverde Egypte het gebied rond Gaza. De Moslimbroeders vochten als vrijwilligers mee. Ze geloofden in hun zaak – Palestina redden van de zionisten – en ze toonden zich strijdvaardig. Daarom beschouwde premier Mahmoud Nuqrashi de Moslimbroeders als bedreiging, en beval in 1948 dat de Broederschap werd ontbonden. In reactie daarop werd hij drie weken later vermoord. In reactie daarop werd Broederschapsleider Hassan al-Banna vermoord. De Broederschap werd verboden en diverse Broeders gearresteerd, evenals vele socialisten en linkse politici.

### Onderhandelingen, chaos, geweld
Direct na de Tweede Wereldoorlog hervatten de Egyptenaren de onderhandelingen met het Verenigd Koninkrijk om de Britse troepen geheel te laten vertrekken of op z'n minst in aantal te reduceren. De Britten bleven echter vastbesloten om 80.000 troepen bij het Suezkanaal te handhaven uit vrees, zo stelden ze, voor een oorlog tussen de Sovjet-Unie en het Westen. In oktober 1951 zegde premier Mustafa el-Nahhas het verdrag met de Britten van 1936 eenzijdig op. Daarmee verviel Egypte tot totale bestuurlijke chaos.
Na oktober 1951 escaleerde het geweld verder: de Egyptische regering moedigde studenten, arbeiders, hulppolitieagenten en uit de gevangenis vrijgelaten Moslimbroeders aan om Britse troepen aan te vallen. Op 26 januari 1952 liep een protestmars van Wafd, Islamitisch-Socialistische Partij en Moslimbroederschap door het verwesterste centrum van Caïro uit op grootschalige brandstichting en plundering. Hierbij gingen 400 gebouwen in vlammen op, en er vielen 30 doden. Historicus Arthur Goldschmidt Jr. ziet deze zogenaamde Zwarte Zaterdag als collectieve uitbarsting van vijandschap jegens Westerse rijkdom, macht en culturele invloed.
De hierop volgende periode in de geschiedenis van Egypte is die van Egypte onder Vrije Officieren en Nasser (1952-1970).